# Магнитогорский государственный университет
Магнитогорский государственный университет (МаГУ) — высшее учебное заведение в г. Магнитогорск, существовавшее самостоятельно в 1932–2014 годы. Присоединён в качестве подразделения к МГТУ имени Г. И. Носова.

## История
Основан 1 октября 1932 как Магнитогорский вечерний индустриально-педагогический институт. С первого дня в институте работали математический, физический, химический и исторический факультеты, с ноября того же года добавилось отделение русского языка и литературы. В 1938 году вечерний институт переформируют в Магнитогорский Государственный педагогический институт с сохранением трёх факультетов: физико-математического, исторического и филологического, к которым постепенно добавляются факультет иностранных языков (в 1947 году, с 2004 носил название факультета лингвистики и перевода), факультет педагогики и методик начального обучения (в 1959), факультет педагогики и психологии дошкольного воспитания (в 1962), художественно-графический факультет (в 1966, с 2005 назывался факультетом изобразительного искусства и дизайна), факультет общественных профессий (в 1964, с 1993 — факультет индивидуальной специализации, с 2000 — факультет индивидуальной специализации и довузовской подготовки), индустриально-педагогический факультет (в 1979, с 1994 — технологический), психологический факультет (в 1992), факультет социальной педагогики (в 1992), информатики (в 1994), истории (в 1996), повышения квалификации и переподготовки кадров (в 1989, с 2000 — факультет повышения квалификации и переподготовки специалистов), экономики и управления (в 2006). Преподавательский коллектив университета с момента открытия вырос с шести преподавателей до более пятисот.
21 марта 2013 года началась реорганизация университета путём присоединения в качестве структурного подразделения к МГТУ имени Г. И. Носова, завершившаяся 14 февраля 2014 года.

## Ректоры
- 1932—1933 — В. В. Северный[1]
- 1933—1949 — М. Д. Василенко[2]
- 1949—1952 — Н. И. Алпатов
- 1952—1954 — А. Н. Рякин
- 1954—1969 — И. С. Шмаков[2]
- 1969—1979 — В. А. Патрушев[2]
- 1979—1984 — И. Ф. Галигузов[2]
- 1984—1988 — Н. А. Шестакова[2]
- 1988—2008 — В. Ф. Романов[2] (первый избранный сотрудниками[1])
- 2008—2013 — В. П. Семёнов (смещён по решению суда[4])
- 2013—2014 — и. о. ректора: Н. И. Даниленко, Н. И. Платонов[5]